# 古亭 (臺北市)

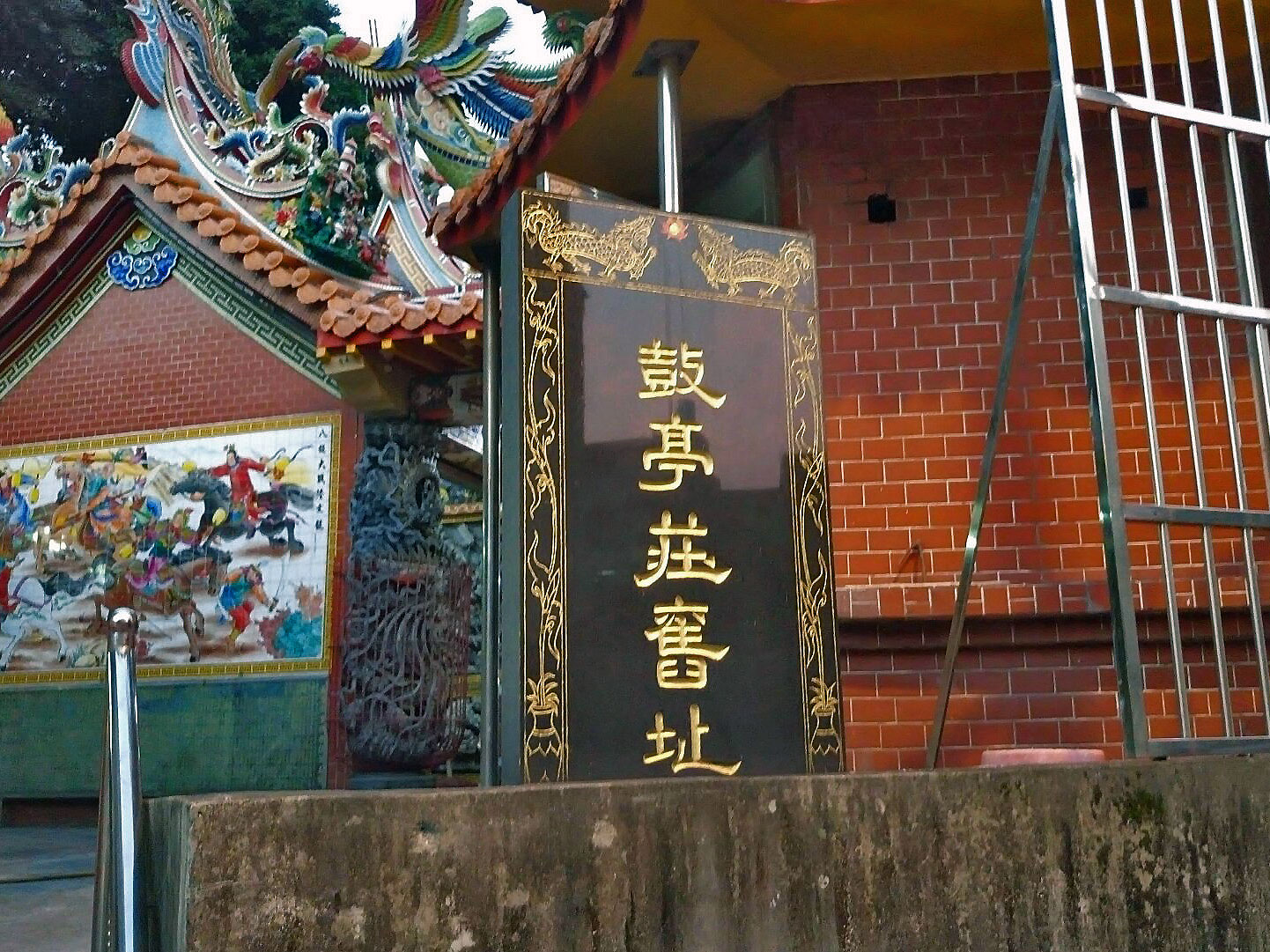
鼓亭莊舊址碑正面

古亭，位於臺北市西南方，為市中心通往文山、新店的交通要衝，也是古時自新店溪取水的霧裡薛圳和瑠公圳流入臺北盆地時必經之地。清代、日治時期即有古亭庄、古亭村庄、古亭村大字及古亭町。現在的古亭在中正區南部與大安區西部一帶，為臺北南區重要的核心地帶，西有家具街（南昌路）、舊貨街（廈門街）、舊書街（牯嶺街），東有臺灣師範大學與師大夜市。臺北捷運於此處設有古亭站。

## 由來

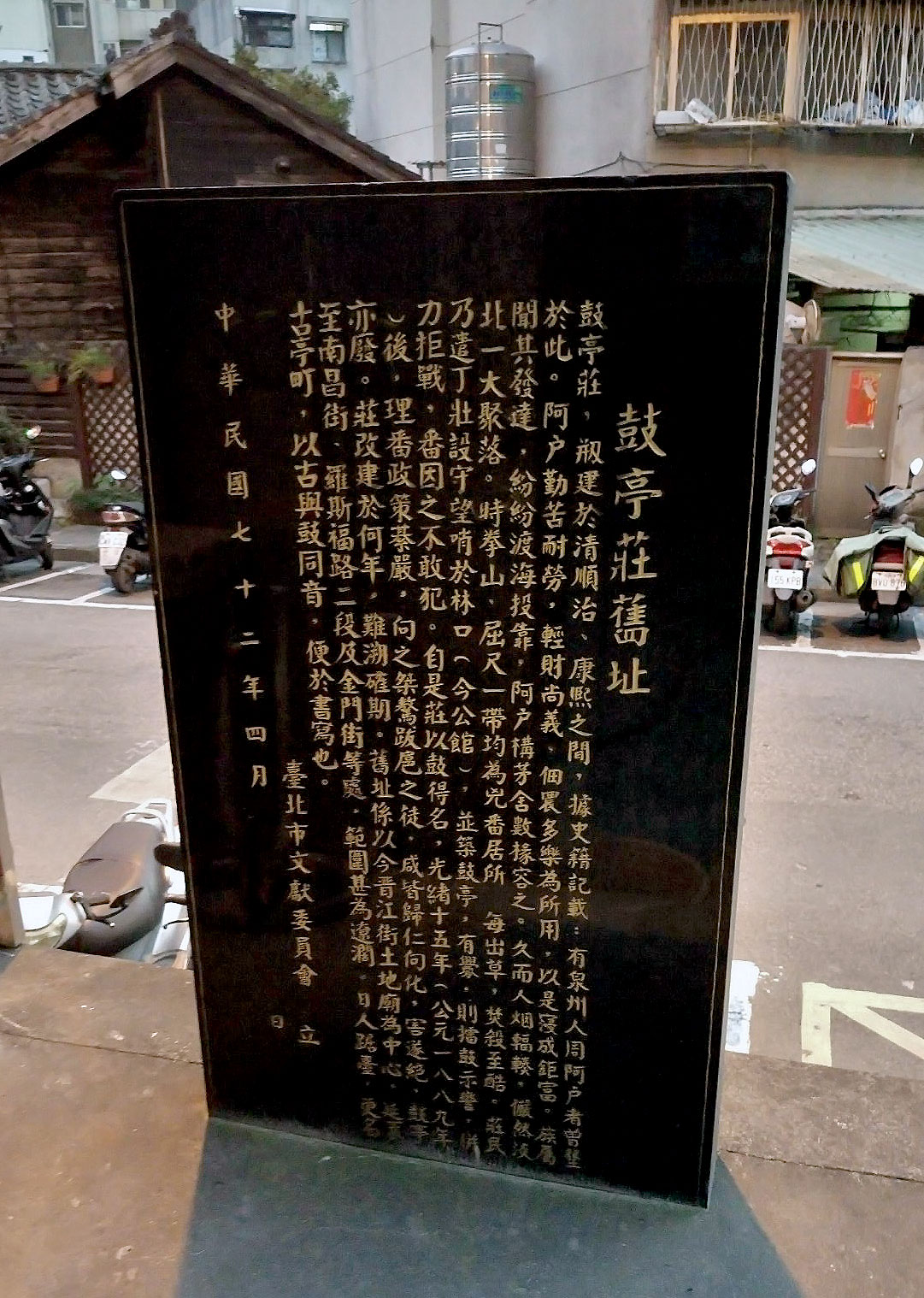
鼓亭莊舊址碑（背面）

一說地名來是穀倉，但閩南語「古」與「穀」明顯不同音，且從古契字的用字可知兩字從未混用。另一說是為防範新店的原住民出草而設立鼓亭，《乾隆臺灣輿圖》已有此「鼓亭村」的記載，台灣省文獻會採用此說法。。當時1753年郭錫瑠已經在新店青潭溪設置水圳的取水口而與原住民交戰，原漢衝突的前線早已前進到新店一帶。而民間預警是慣用鳴鑼。還有說法是新店溪古代以漁業資源聞名，和大園區的古亭、萬里區的鼓亭有相同的地理環境。因此古亭的「古」很可能來自「罟」，而「罟亭」則可能是先民對「罟寮」的另一種稱呼。
另一個新的說法為「孤壇」雅化而來。所謂的「孤壇」就是祭拜無名孤魂的地方，此區域內有兩座「地府陰公廟」，但此說法因年代久遠尚須考究。

## 過去地名

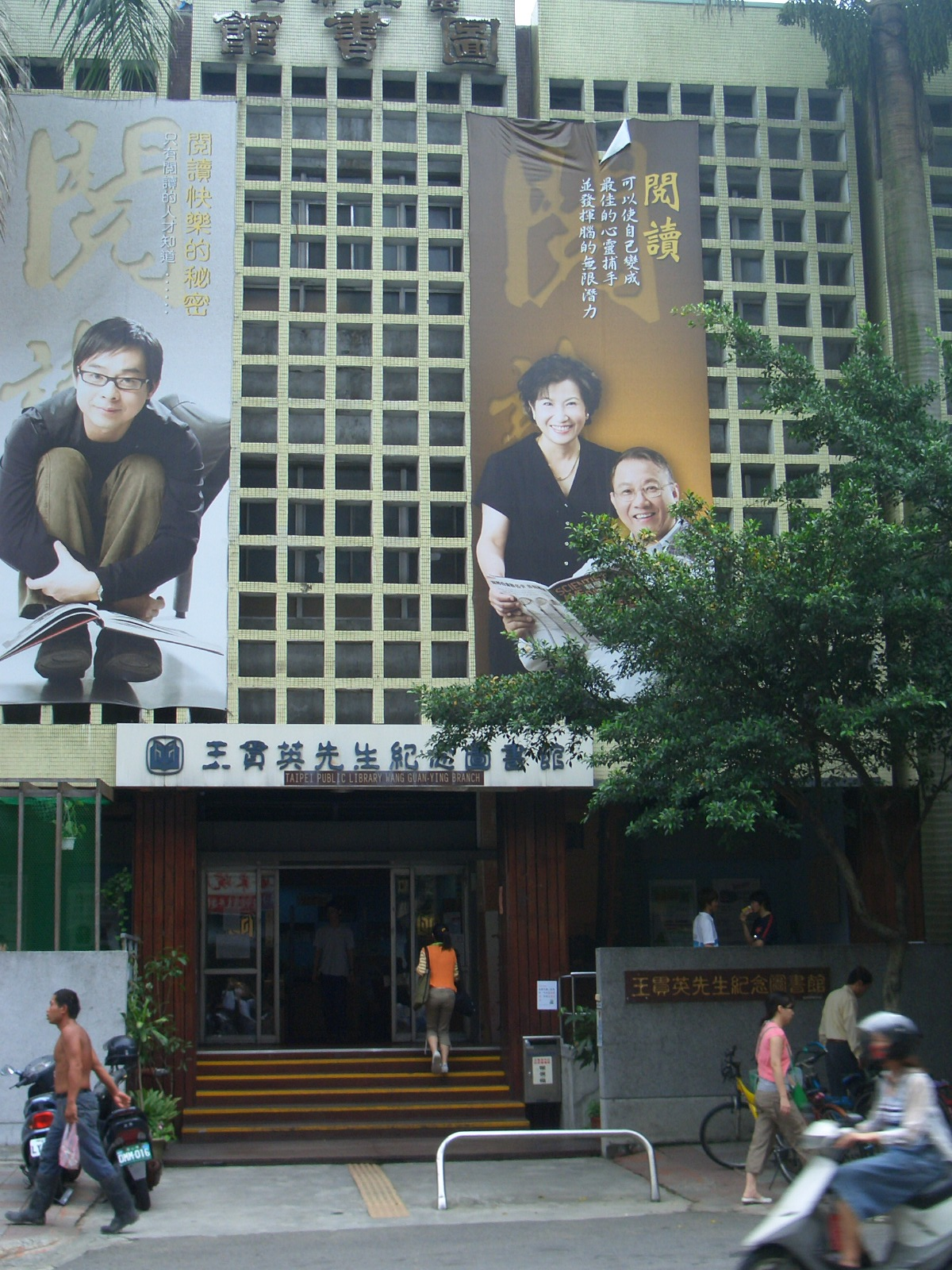
王貫英紀念圖書館，原名古亭圖書館

- 鼓亭村：國立故宮博物院館藏臺灣古地圖中地名，該圖繪製年代不詳，依官署、區劃推測為乾隆年間，通稱乾隆臺灣輿圖。[3]
- 古亭庄（古亭村庄、古亭村）：清代晚期及日治時期的聚落名稱，西鄰崁頂、西北鄰龍匣口、北鄰三板橋、東鄰大安、西南鄰龜崙蘭溪洲、東南鄰林口[a]。後拆分為古亭町、錦町、福住町、川端町。[4]
- 古亭村區：日治時期區劃名稱，1906年由臺北廳直轄第四區改名而來，轄有下崁庄、加蚋仔庄、崁頂庄、龍匣口庄、三板橋庄、古亭村庄、林口庄、頂內埔庄、下內埔庄、大安莊、六張犁庄，橫跨今日臺北市萬華、中正、中山、大安、信義5區部分區域。[5]
- 古亭町：1922年日治臺北州臺北市區劃名稱，位於今臺灣師範大學周邊，今大安區古莊里、龍泉里一帶。[6]
- 古亭區：原台北市行政區名（1946-1990），郵遞區號107，今日分屬萬華、中正、大安3區。
- 古亭車站：舊稱古亭町乘降場，原台鐵新店線車站之一，已拆除。汀州路為昔日鐵道，車站位於同安街附近，今日河堤國小的位置。
- 古亭圖書館：台北市立圖書館分館之一，為紀念慈善家王貫英更名為王貫英紀念圖書館。曾經是台北市立圖書館總館的所在。

## 現有地名
- 古亭站：臺北捷運松山新店線及中和新蘆線經過古亭地區中心地帶設有本站。
- 古亭次分區：中正區的次級行政區，僅包含古亭西半部的螢橋（川端町）一帶。
- 古亭市場：位在捷運古亭站3、4號出口的傳統市場。
- 古亭抽水站
- 中華郵政古亭支局
- 古亭分行：第一銀行、台北富邦銀行、土地銀行、台新銀行、國泰世華銀行、陽信銀行、彰化銀行、新光銀行、玉山銀行、合作金庫銀行等
- 古亭地政事務所（位於文山區）

## 學校
- 古亭國小（過去屬古亭南邊的林口地區[4]）
- 新民國小
- 螢橋國小
- 河堤國小
- 古亭國中
- 強恕高中
- 臺灣師範大學

## 廟宇
- 古亭地府陰公廟
- 光華寺（觀音寺）
- 福德爺長慶廟（土地公廟）

## 註解
1. ↑  包含今中正區南福（福州街以南）、螢雪、螢圃、板溪、網溪、頂東、河堤及大安區新營（東半部）、光明、永康、錦泰、錦華、錦安（台師大孔子銅像以西）、龍泉、古莊、古風（龍泉街93巷以北）等里。約為福州街－潮州街－杭州南路二段－信義路二段－信義路二段10巷－信義路二段86巷－金山南路二段10巷－信義路二段－信義路148巷－永康街麗水街間小巷（經過台師大孔子銅像）－龍泉街5巷－溫州街48巷－龍泉街93巷－晉江街124巷－師大路186巷－師大路與新店溪圍起區域。